# Ceratispa meijerei
Ceratispa meijerei es un coleóptero de la familia Chrysomelidae.
Fue descrita científicamente en 1911 por Weise.